# Tracheoides tamsi
Tracheoides tamsi là một loài bướm đêm trong họ Noctuidae.